# Bracon culpator
Bracon culpator är en stekelart som beskrevs av Fabricius 1804. Bracon culpator ingår i släktet Bracon och familjen bracksteklar. Inga underarter finns listade.